# Limneksen
Limneksen – gatunek spotykany w jeziorach (strefa limnalu) przypadkowo i sporadycznie. Przystosowany do życia w innych typach wód. Obecność w jeziorze wynika z przypadkowych migracji z sąsiadujących zbiorników lub jest efektem nieskutecznej kolonizacji. Termin używany w hydrobiologii i entomologii jako charakterystyka gatunków występujących w danym ekosystemie, opisujący stopień związania z danym typem środowiska. Limneksen równocześnie może być zaliczony do np. potamobiontów, krenobiontów, tyrfobiontów itd.